# Polystichum squarrosum
Polystichum squarrosum är en träjonväxtart som först beskrevs av David Don, och fick sitt nu gällande namn av Fée. Polystichum squarrosum ingår i släktet Polystichum och familjen Dryopteridaceae. Inga underarter finns listade.